# Harringtonia myia
Harringtonia myia là một loài bọ cánh cứng trong họ Cerambycidae.